# Bedford, Indiana
Bedford är en stad (city) i Lawrence County, i delstaten Indiana, USA. Enligt United States Census Bureau har staden en folkmängd på 13 424 invånare (2011) och en landarea på 31,5 km². Bedford är huvudort i Lawrence County.